# Antonio Villamor
Antonio Villamor (1931) è un ex cestista filippino.

## Carriera
Con le Filippine ha disputato i Giochi olimpici di Melbourne 1956.